# 松葉站
松葉站（日语：／ Matsuba eki */?）是位於秋田縣仙北市西木町上檜木字松葉，秋田內陸縱貫鐵道的秋田內陸線車站。在日本國有鐵道（國鐵）時代，此站為角館線的終點站。

## 歷史
- 1970年（昭和45年）11月1日 - 日本國有鐵道（國鐵）角館線終點站啟用[1]，當時車站位於仙北郡西木村（日语：西木村）[2]。
- 1986年（昭和61年）11月1日 - 秋田內陸縱貫鐵道接管阿仁合線，成為秋田內陸縱貫鐵道秋田內陸南線[3]。
- 1989年（平成元年）4月1日 - 比立內站至此站之間開通，秋田內陸南線改名為秋田內陸線。

## 車站構造
此站是地面車站，設有1面1線的單式月台。此站為無人車站。在秋田內陸線全線開通前，此站設有1面2線的島式月台。在候車室內設有圖書角。

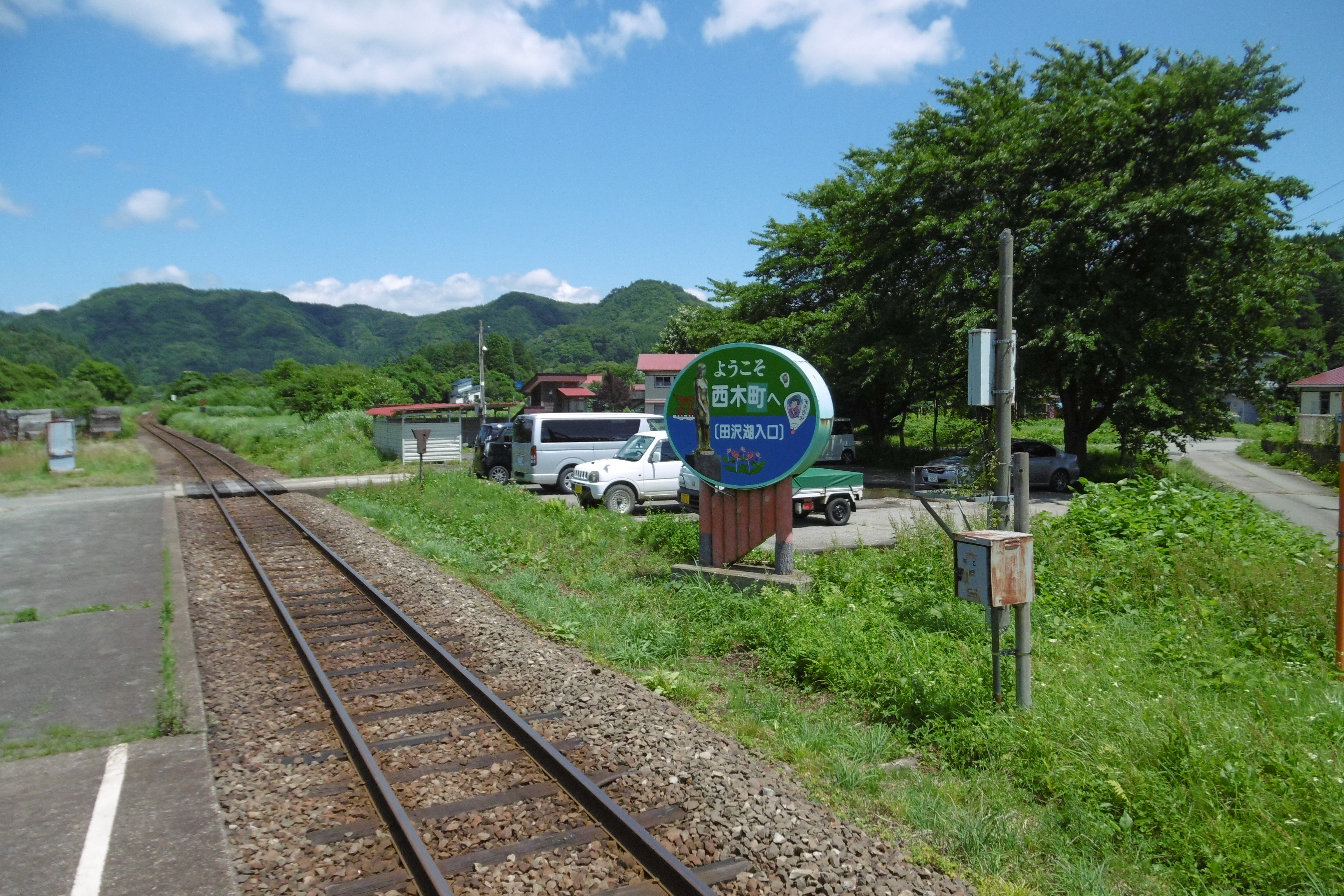
望向鷹巢方向
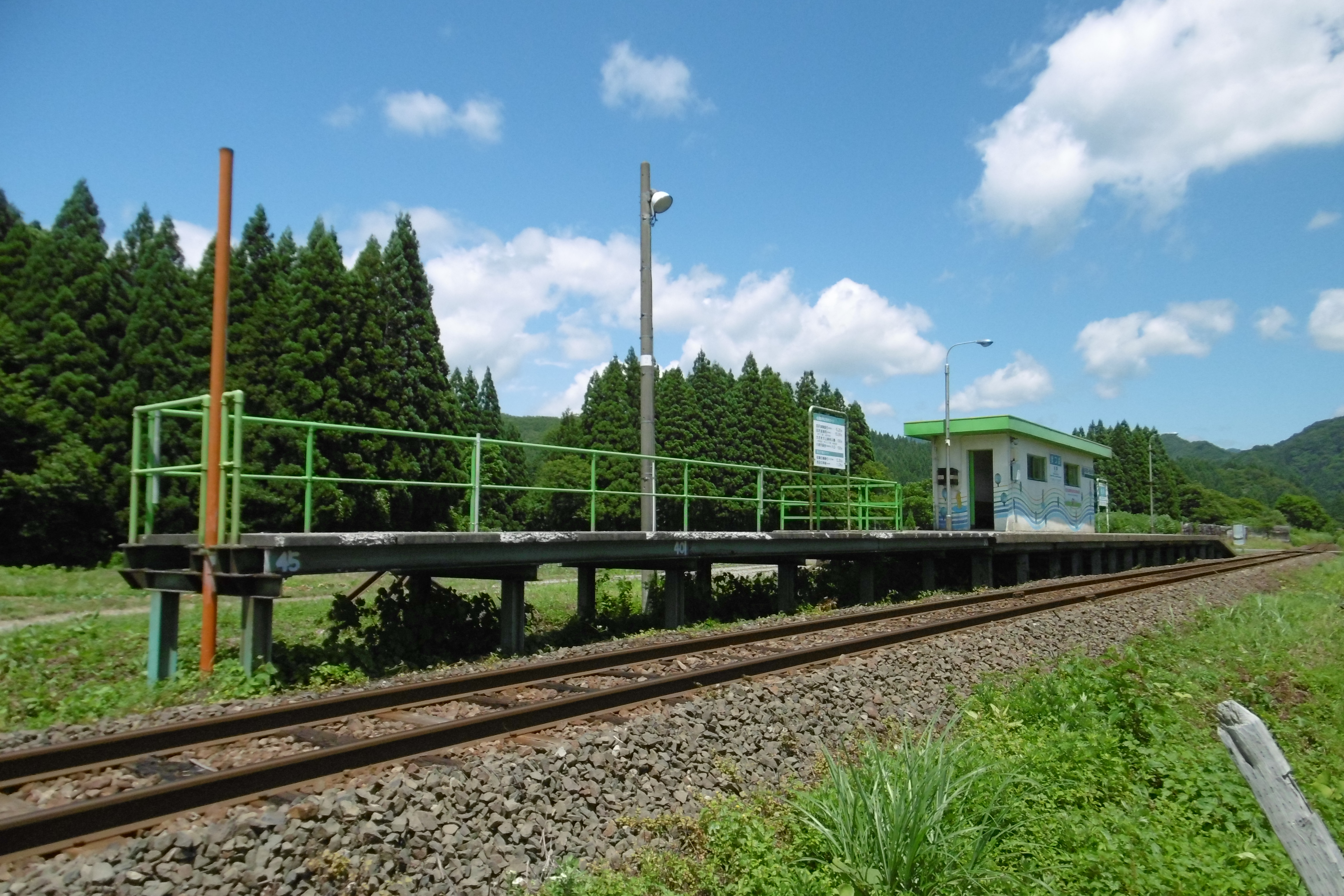
月台全景

## 使用狀況
| 1日上落車人次 | 1日上落車人次 |
| 年度          | 1日平均人次   |
| ------------- | ------------- |
| 2016年        | 72            |
| 2017年        | 86            |

## 車站周邊

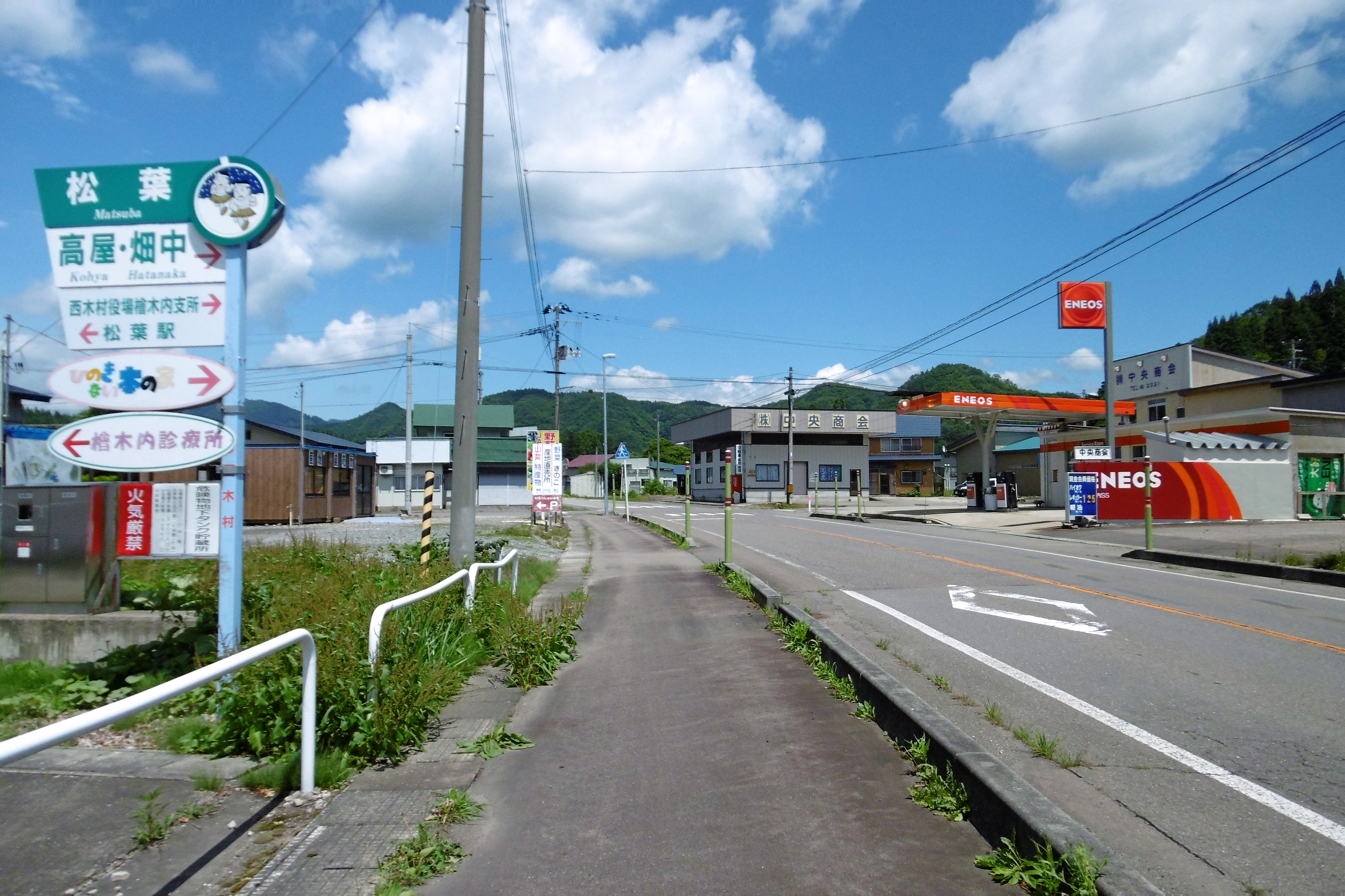
國道105號 松葉站入口附近

- 田澤湖
- 國道105號（日语：国道105号）
- 檜木內郵局
- 仙北市立檜木內中學
- 仙北市立檜木內小學
- 仙北市政廳檜木內出張所
- 秋田縣道38號田澤湖西木線（日语：秋田県道38号田沢湖西木線）

## 其他
- 此站是無人車站，但是在車站附近的「(株)中央商會JOMO檜木內SS」中購買企劃車票。

## 相鄰車站
秋田內陸縱貫鐵道
■秋田內陸線
- 急行「森吉」停車站

□快速
上檜木內－松葉－西明寺
□快速（部分下行列車停站）、■普通
羽後中里－松葉－羽後長戶呂

## 注腳
1. 1 2 3 4  “無人駅 角館線・松葉駅”. 秋田魁新報 (秋田魁新報社): p.3 (1975年10月30日 夕刊)
2. ↑  秋田県仙北市総務部企画振興課. . 株式会社 販促: 25. 2012-03 （日语）.
3. ↑  . 鐵道雜誌 (鐵道雜誌社). 1987-01, 21 (1): 50 （日语）.
4. ↑  国土数値情報(駅別乗降客数データ) （日語） - 統計情報研究，2020年8月30日參閲

## 外部連結
- 路線圖（各站資訊） （页面存档备份，存于）（日語） - 秋田內陸縱貫鐵道